# Sokił III Stanisławów
Sokił III Stanisławów (ukr. УСК "Сокіл ІІІ" Станиславів) – ukraiński klub piłkarski z siedzibą w mieście Stanisławów (obecnie Iwano-Frankiwsk na Ukrainie), działający w latach 1933–1939.

## Historia
Chronologia nazw:
- 1933: U.S.K. Sokił III Stanisławów
- 1939: klub rozwiązano

Ukraiński Sportowy Klub Sokił III został założony w Stanisławowie w 1933 roku jako wydzielona sekcja sportowa gniazda Ukraińskiego Towarzystwa "Sokił" z dzielnicy Belweder w Stanisławowie. Podstawą nowo utworzonego kolektywu byli zarówno przedstawiciele społeczności ukraińskiej tej dzielnicy miasta, jak i mieszkańcy sąsiedniej wsi Kniahynin. Funkcje administracyjne i organizacyjne zapewniające byt zespołu pełnił Jakiw Jurkiw, rzemieślnik z Kniahynina.
W swojej krótkiej historii piłkarze klubu rywalizowali wyłącznie w turniejach organizowanych pod patronatem regionalnego Ukraińskiego Sportowego Sojuszu. Debiutując w mistrzostwach roku 1933 zespół zajął 2 miejsce w okręgu stanisławowskim. Kolejny sezon 1934 był najbardziej udany w krótkiej biografii klubu. Zespół w zaciętej walce wywalczył mistrzostwo swojego rodzinnego okręgu wśród 8 drużyn ukraińskich, pokonując w dwóch decydujących meczach tradycyjnie głównego rywala i ubiegłorocznego mistrza, jamnickiego Wychora. Następnie drużynę czekał turniej finałowy regionalnej strefy "Wschód", który był rozgrywany 13-14 października w Stanisławowie. W półfinałowym spotkaniu zespół pokonał opór Probija z Horodenki (1:0). Grające u siebie Sokoły zostały uznane za faworytów w decydującym meczu o tytuł mistrza okręgu stanisławskiego przeciwko Roksolanie z Rohatyna. Jednak, co było dla wielu zaskoczeniem, w ostatecznej konfrontacji to właśnie piłkarze Rohatyna na koniec meczu zdołali przechylić szalę na swoją korzyść – 2:1.
W kolejnym sezonie piłkarskim drużyna nie radziła sobie już tak dobrze w mistrzostwach okręgu Stanisławowskiego. Co więcej, w środku turnieju, po lokalnych derbach z rodakami z USK, Sokoły wystosowali prawdziwy démarche. Biorąc pod uwagę, jak im się wydawało, stronnicze sędziowanie we wspomnianym meczu i ogólnie niezadowalającą organizację mistrzostw, kierownictwo klubu podjęło decyzję o przedwczesnym zakończeniu udziału w rozgrywkach pod przewodnictwem Ukraińskiego Sportowego Sojuszu.
W związku z brakiem właściwej organizacji mistrzostw krajowych i okręgowych w latach 1936–1937 aktywność zawodowa klubu gwałtownie spadła.
Latem 1937 roku władze polskie zlikwidowały Ukraiński Sportowy Sojusz za politykę antypaństwową. Wiele regionalnych stowarzyszeń i klubów sportowych wchodzących w skład związku automatycznie zaprzestało swojej działalności. I choć związek sportowy Sokił zachował prawo do bytu prawnego, brak godnych sparingów dla jego drużyny piłkarskiej miał wyjątkowo negatywny wpływ na jego rozwój. Ostatecznie późniejsza sowiecka aneksja Zachodniej Ukrainy we wrześniu 1939 roku ostatecznie położyła kres działalności ośrodków sportowych "Sokił" w Stanisławowie.

## Sukcesy
- Mistrzostwa Ukraińskiego Sportowego Sojuszu:
  - mistrz (1x): 1934 (okręg stanisławowski)
  - wicemistrz (1x): 1934 (strefa Wschód)